# Fellerites
Fellerites is een geslacht van uitgestorven kreeftachtigen uit de klasse van de Ostracoda (mosselkreeftjes).

## Soorten
- Fellerites bohlenensis Gruendel, 1962 †
- Fellerites brauni Buschmina, 1981 †
- Fellerites corniger Zenkova, 1977 †
- Fellerites crumena (Kummerow, 1953) Casier, 1990 †
- Fellerites gratus Kotchetkova & Vakula, 1992 †
- Fellerites onionlakensis (Crasquin, 1985) Coen, Michiels & Parisse, 1988 †
- Fellerites pistrakae (Tschigova, 1958) Coen, Michiels & Parisse, 1988 †
- Fellerites spinosus Zenkova, 1977 †
- Fellerites subsutus Rozhdestvenskaya, 1972 †
- Fellerites tuimazensis (Rozhdestvenskaya, 1959) Zbikowska, 1983 †